# 聖弗蘭西斯科 (安蒂奧基亞省)

5°57′51″N 75°6′6″W / 5.96417°N 75.10167°W
聖弗蘭西斯科（西班牙語：San Francisco），是哥倫比亞的城鎮，位於該國西北部安蒂奧基亞省，面積372平方公里，距離麥德林101公里，海拔高度1,250米，2002年人口10,328，人口密度每平方公里28人。